# Notaeolidia schmekelae
Notaeolidia schmekelae Wägele, 1990 è un mollusco nudibranchio della famiglia Notaeolidiidae endemico dell'Antartide.

## Distribuzione e habitat
La specie è stata rinvenuta nel mare di Weddell, dai 250 a 480 metri di profondità.